# Taifu
Taifu (kinesiska: 太伏镇, 太伏) är en köping i Kina. Den ligger i provinsen Sichuan, i den sydvästra delen av landet, omkring 240 kilometer sydost om provinshuvudstaden Chengdu. Antalet invånare är 58 663. Befolkningen består av 29 350 kvinnor och 29 313 män. Barn under 15 år utgör 24,0 %, vuxna 15-64 år 62 %, och äldre över 65 år 13,0 %.
Genomsnittlig årsnederbörd är 1 491 millimeter. Den regnigaste månaden är september, med i genomsnitt 291 mm nederbörd, och den torraste är december, med 27 mm nederbörd.